# Michael Timm (Boxtrainer)
Michael Timm (* 13. November 1962 in Hagenow) ist ein deutscher Boxtrainer und ehemaliger Amateurboxer. Der dreimalige DDR-Meister wurde 1985 Europameister im Halbmittelgewicht.
Seit 2012 ist er Leiter des Bundesstützpunktes des Deutschen Boxsport-Verbandes am Olympiastützpunkt Mecklenburg-Vorpommern und Bundestrainer für Frauenboxen.

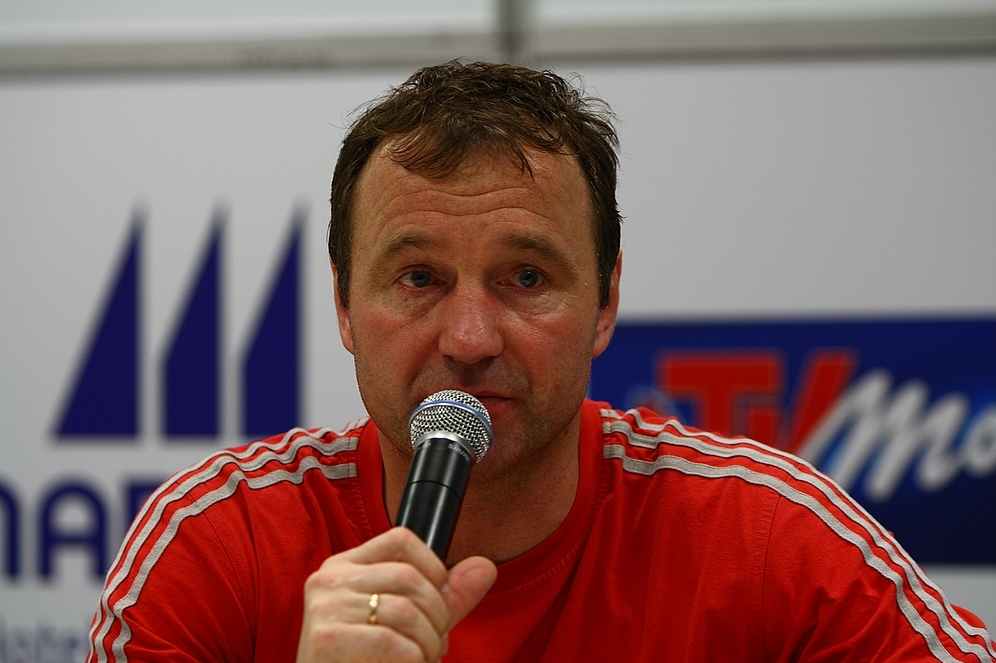
Michael Timm

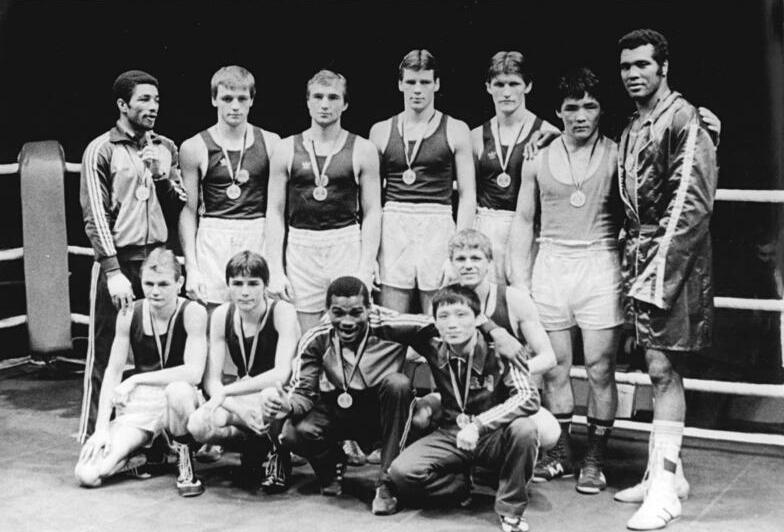
Timm beim 13. Chemiepokal 1984
(hintere Reihe, 3. von links)
u. a. mit Torsten Schmitz, Henry Maske, Andreas Zülow, Teófilo Stevenson

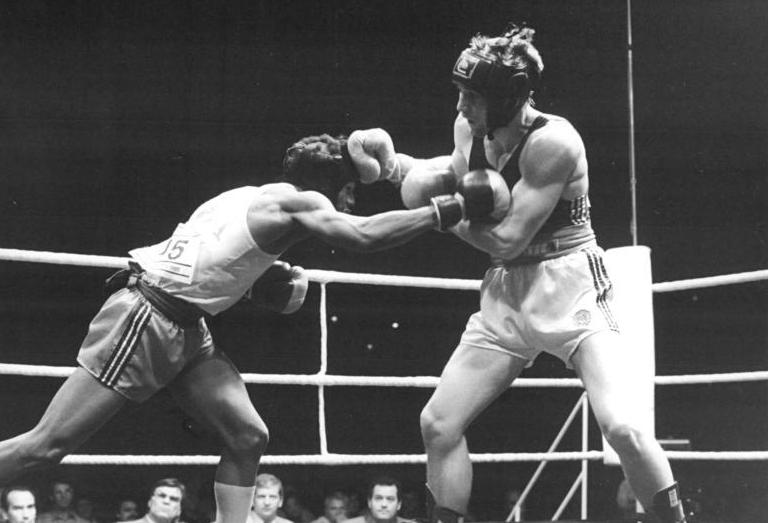
Timm bei seinem Sieg beim 16. Berliner TSC-Boxturnier 1985

## Amateurkarriere
Als Elfjähriger begann Michael Timm 1973 bei Empor Zarrentin und Traktor Wittenburg mit dem Boxsport. Bei beiden Betriebssportgemeinschaften trainierte er jeweils einmal in der Woche, bevor er im Jahre 1976 zum SC Traktor Schwerin delegiert wurde. Im Nachwuchs wurde er DDR-Spartakiadesieger, sowie Junioren- bzw. Jugendmeister. Sein Trainer war Fritz Sdunek.
Bei den Erwachsenen wurde er 1981 und 1982 DDR-Meister im Weltergewicht sowie 1983 DDR-Meister im Halbmittelgewicht. Er schlug dabei in den Finalkämpfen Karl-Heinz Krüger, Roland Poye und Detlef Kästner. Den prestigeträchtigen Chemiepokal von Halle (Saale) gewann er 1984 und 1985 im Halbmittelgewicht, jeweils mit einem Finalsieg gegen Ralf Hunger. Ebenfalls nahm Timm mehrmals am renommierten TSC-Turnier in Ost-Berlin teil. In den Jahren 1981, 1982 und 1983 sicherte er sich den zweiten Platz. In den Finalkämpfen verlor er jeweils gegen Karl-Heinz Krüger kampflos wegen Verletzung, 1:4 gegen Roland Poye vom gastgebenden Verein TSC Berlin und gegen den amtierenden Vize-Europameister Ralf Hunger vom SC Chemie Halle. Auf dem Weg ins Finale 1983 besiegte Timm den Weltklasse-Stillisten Israel Hakobkochjan aus der UdSSR 3:2. Im Jahr 1985 holte Timm beim TSC-Turnier die Goldmedaille. Im Viertelfinale des Turniers kam es zur Finalneuauflage der Europameisterschaft 1985: Timm bezwang Babken Sagradjan vorzeitig. Im Finale besiegte er den Italiener Michele Mastrodonato 5:0 nach Punkten.
Bei den Wettkämpfen der Freundschaft in Havanna 1984, einer Gegenveranstaltung der Ostblockstaaten zu den Olympischen Sommerspielen 1984 in Los Angeles, gewann er nach einer 2:3-Niederlage gegen Ángel Espinosa eine Bronzemedaille im Halbmittelgewicht. Eine weitere Bronzemedaille dieser Gewichtsklasse gewann er beim Weltcup 1985 in Seoul, nach einer Niederlage gegen den späteren Olympiasieger Park Si-hun.
Sein größter Erfolg war der Gewinn der Goldmedaille im Halbmittelgewicht bei der Europameisterschaft 1985 in Budapest. Er siegte dabei jeweils einstimmig gegen Kieran Joyce aus Irland, Dănuț Lugigan aus Rumänien, Hranek Sándor aus Ungarn und Babken Sagradjan aus der Sowjetunion. Aufgrund einer Verletzung am Fuß beendete Timm 1986 seine Laufbahn als Leistungssportler.

## Trainerkarriere
1986 wurde Timm Trainer beim Schweriner SC. Von 1987 bis zu ihrer Auflösung 1990 trainierte er zusätzlich die Juniorennationalmannschaft der DDR. Unter seiner Führung wurden Enrico Berger 1989 und Torsten Bengston 1990 Juniorenweltmeister sowie Jan Schwank 1990 Junioreneuropameister. Ab 1991 trainierte er die Landesauswahl Mecklenburg-Vorpommerns.
Von September 1997 bis Sommer 2012 war Michael Timm angestellter Trainer beim Hamburger Profi-Boxstall Universum Box-Promotion; ab 2010 als Nachfolger Fritz Sduneks in der Funktion des Cheftrainers. Zu den von ihm betreuten Boxern gehörten unter anderem Jürgen Brähmer, Serhij Dsynsyruk, Andreas Kotelnik, Ina Menzer, Wladimir Sidorenko, Dieter und Egon Roth, Lukas Wilaschek, Felix Sturm, Ruslan Chagayev, Stipe Drviš, Luan Krasniqi, Thomas Ulrich, Juan Carlos Gómez, Daisy Lang und Bert Schenk. Chagayev wurde 2007 unter Timm Weltmeister im Schwergewicht, was vom Boxjournalisten Björn Jensen als Meisterstück des Trainers bezeichnet wurde. Auch Sturm, Brähmer und Menzer führte er zum Gewinn von WM-Titeln. Trotz seiner Tätigkeit in Hamburg blieb Timm in Schwerin wohnhaft und pendelte täglich. Im August 2012 wurde er als Nachfolger von Willi Ramin Leiter des Bundesstützpunktes des Deutschen Boxsport-Verbandes in Schwerin. Seine Trainingsgruppe umfasst Boxer zwischen 17 und 23 Jahren. Timm wurde ebenfalls Frauen-Bundestrainer und Trainer beim Boxclub Traktor Schwerin.

## Sonstiges
Michael Timm ist verheiratet, hat zwei Töchter (* 1983/1986) und lebt in Schwerin. 1984 wurde er mit dem Vaterländischen Verdienstorden in Bronze und 1986 in Silber ausgezeichnet.